# Ширшов Петро Петрович
Петро Петрович Ширшов (12 (25) грудня 1905, Катеринослав — 17 лютого 1953, Москва) — радянський державний діяч, науковець, професор, доктор географічних наук, академік АН СРСР. Герой Радянського Союзу, народний комісар та міністр морського флоту СРСР. Перший директор інституту океанології АН СРСР. Депутат Верховної Ради СРСР 1-го та 2-го скликань.

## Біографія
Народився 12 (25) грудня 1905 року у робітничому передмісті Чечелівка у Катеринославі, у родині службовця. Батько Петро Петрович працював друкарем у залізничній друкарні. Мати Ірина Яківна (з роду Усевич, 1881—1973) вела домашнє господарство, часом підробляла шитвом.
Перші двадцять п'ять років життя П. Ширшов прожив і працював в Україні. З 1916 по 1920 р. навчається у реальному училищі. Там же згодом навчався і його молодший брат Дмитро (1908 року народження), майбутній фізик.
1920 року Петро вступає на біологічний факультет Катеринославського інституту народної освіти (так більшовики перейменували в Україні університети), 1923 року переводиться на соціально-економічне відділення цього вишу. Наступного, 1924 року переводиться на біологічне відділення Одеського інституту народної освіти, яке закінчив в 1929 році.
Починаючи з 1928, працює на Дніпропетровській гідрологічній станції під керівництвом професора Дмитра Свиренка.
1929 року захищає в Дніпропетровську кандидатську дисертацію на тему «Водорості річок України» та переїздить до Ленінграду. Влаштовується науковим співробітником-гідробіологом Ботанічного саду АН СРСР та на біостанції у Петергофі.
1930–1938 рр. — науковий співробітник Всесоюзного арктичного інституту, у 1931—1932 брав участь в експедиціях на Нову Землю та Землю Франца-Йосифа, у 1932–1938 — на суднах «Серебряков» (1932), «Челюскін» (1933—1934), «Красін» (1936), на дрейфуючій станції «Північний Полюс-1» (1937—1938).
У 1938–1939 — директор Всесоюзного арктичного інституту АН СРСР.
У 1937–1950 — депутат Верховної Ради СРСР 1-го та 2-го скликань.
У 1939–1942 — перший заступник голови Головного управління Південного морського шляху при РНК СРСР. Одночасно з тим з липня 1941 — уповноважений Державного комітету оборони з евакуації Мурманського судноремонтного заводу і загону криголамів з Мурманська, а в жовтні 1941 — лютому 1942 року — уповноважений Державного комітету оборони по Горьківській залізниці.
З 8 лютого 1942 по 30 березня 1948 року — народний комісар, згодом міністр морського флоту СРСР.
1946–1950 рр. — голова Тихоокеанського наукового комітету.
З 1946 — директор Інституту океанології АН СРСР.
1948 року увільнений з посади міністра.
Передчасно помер на 48-му році життя, тяжко перенісши арешт, несправедливе засудження і смерть своєї третьої дружини популярної актриси театру і кіно, доньки українця Євгенії Гаркуші (1915—1948). Після трагічної загибелі 33-річної красуні-дружини Петро Ширшов захворів на тяжку форму раку, переніс три операції.
Похований на Новодівочому цвинтарі.
Мав сина Роальда (1932—1995) в першому шлюбі, доньку Ларису (1937) в другому і доньку Марину в третьому шлюбі.

## Наукова діяльність
П. П. Ширшов працював переважно в таких галузях науки:
- альгологія;
- екологія;
- океанографія;
- фітогеографія.

Ранні праці Ширшова присвячені дослідженню флори водоростей Південного Бугу та його приток, а також Дніпра, Неви. У цих роботах вчений розвиває еколого-географічний напрямок дослідження водоростей.
1930—1931 рр. — займався вивченням прісноводних водоростей деяких водойм Арктики, навів опис та характеристику фізико-географічних особливостей водойм. У цих роботах вченим відмічено адаптацію водоростей планктону до різних умов у різних широтах.

## Нагороди
- Герой Радянського Союзу (22.03.1938, № 74).
- Орден Леніна (1937, 1938, 1944).
- Орден Трудового Червоного Прапора (1932, 1945).
- Орден Червоної Зірки (1934).
- Орден «Знак Пошани» (1940).
- Медалі